# ラブパレード

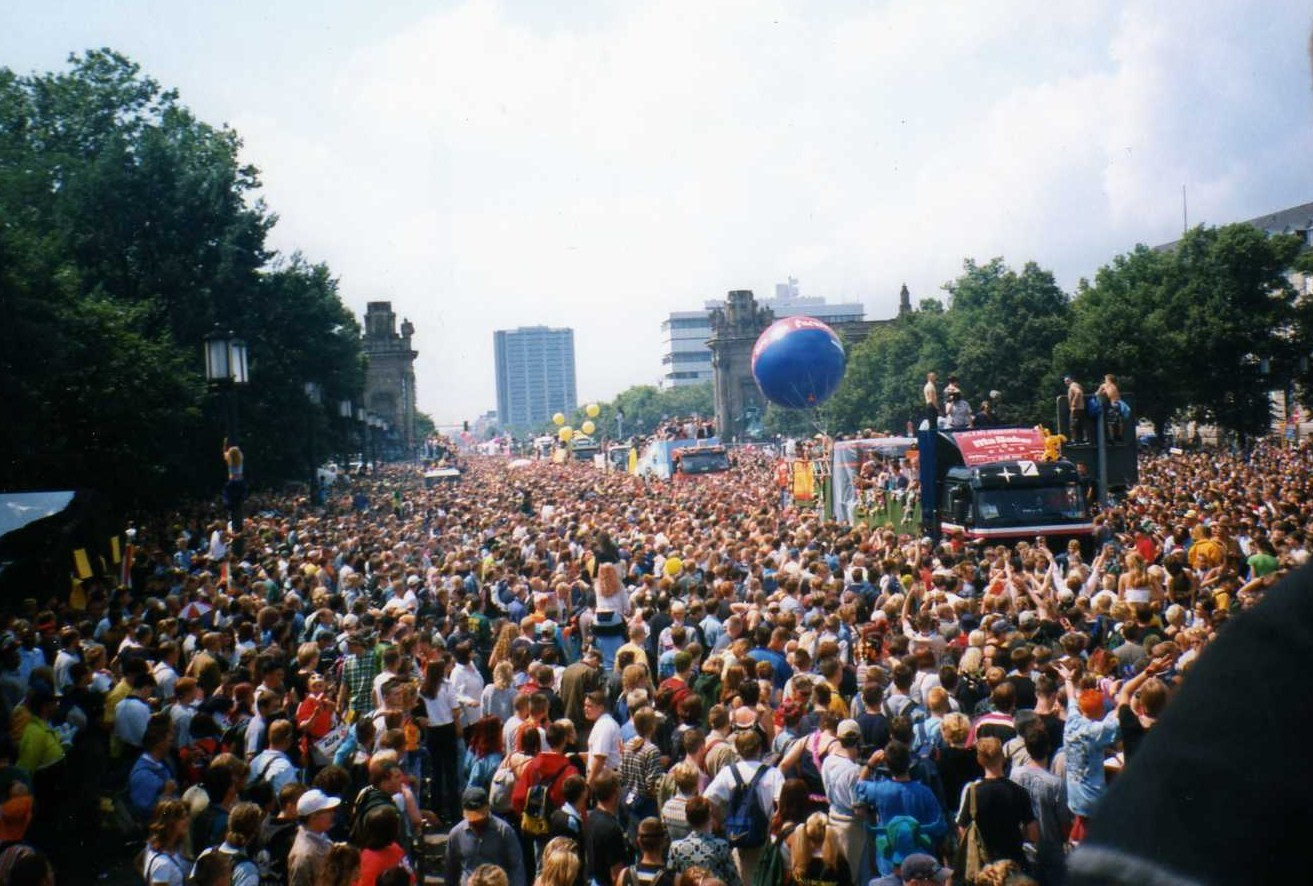
パレードの風景（1998年）

ラブパレード（英: Love Parade, 独: Loveparade）は、毎年7月にドイツで行われていた世界最大規模のレイヴである。
2010年に群集事故が発生し、死傷者を出したため開催終了した。
このパレードは開催終了までニュースにも取り上げられ、何度か有名になった。

## 概要

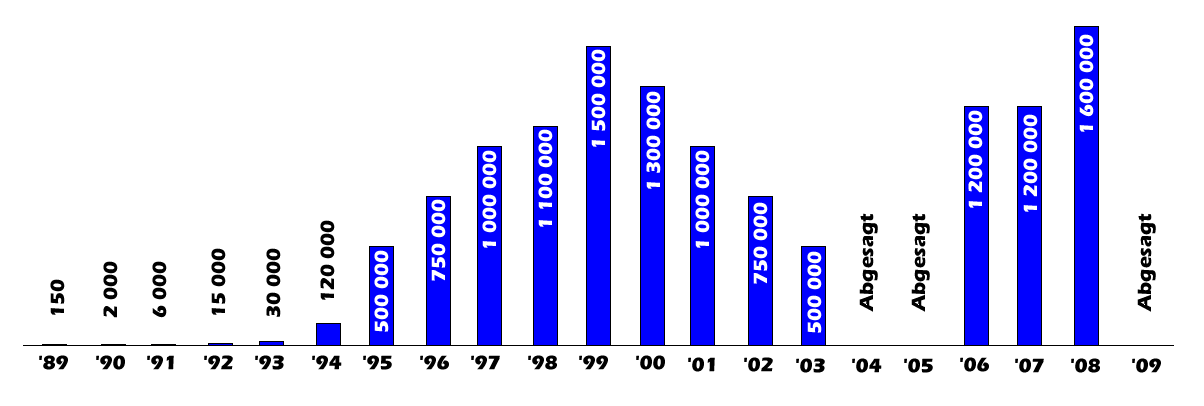
動員数の推移

1989年に開始。当初はベルリンで、DJであるDr. Motteにより始められた150人ほどの小さなパレードであった。その後は毎年参加者が増え続け、ピークの1999年には国内外から最高の150万人を動員した。
ベルリン市内の6月17日通りを行き来する多数のフロート（サウンド・システムを積んだトレーラー）を中心に参加者が踊り、練り歩く。終盤には戦勝記念塔下に皆が集結し、ファイナルギャザリングでのDJプレイでクライマックスを迎える。「パレード」の名のとおり、本来は政治的デモ行動として行政当局にも開催を認められていた。
日本からはドイツ・テクノシーンと関係の深い石野卓球などがDJとして参加しており、特に石野は1998年にはパレードのフィナーレを飾るベルリン戦勝記念塔の広場（グローサー・シュテルン）でのファイナル・ギャザリングでもDJプレイしている。
また近年では名称がライセンスされ、世界各地でラブパレードの名を冠したイベントが開催されている。ベルリンにおいては開催時期に「ラブウィーク」と称して多数のパーティ・イベントが行われるほか、サンフランシスコでは2004年から「ラブフェスト」、「ラブエボリューション」と称して開催。またシドニー、リーズ、メキシコシティ、サンティアゴ、ロッテルダム、カラカスなどでも公式イベントが開催されている。
しかし参加者が増えてイベントが大きくなったため、2000年以降『もはや単なる商業的・観光的イベントになった』という批判が起こるようになり、パレード終了後の膨大なゴミ問題なども深刻化した。行政当局もデモではなく商業イベントという判断から開催費用捻出を拒否するようになり、2004年には資金難を理由に中止を余儀なくされた。翌2005年も開催を見合わせたが、2006年にはフィットネス事業などを手がけるMcFit社をメインスポンサーに迎え、"The Love is back and alive!" をキャッチコピーとして7月15日に3年ぶりに開催された。
2007年はベルリン市が開催を認めなかったため、代わりの開催都市が求められた。以前からエッセンを初めとするルール地方が、交通インフラが整備されているため開催が可能だとアピールしていた。そこで2007年から2011年までの5年間は、ルール地方の主要都市で毎年持ち回りで開催されることとなった。まず2007年はエッセンで、都心近くのベルリーナー広場一帯で120万人を集めて行われた。2008年はドルトムントで連邦国道1号線を閉鎖して行われ、160万人という過去最高の人出があったと発表された。2009年はボーフムが予定されていたが開催が見送られた。適切な場所がないことも問題であったが、主な理由は駅の処理能力が予想される人出に対して不十分なためと説明されている。2010年はデュースブルクでの開催が予定されていたが、市の財政難で危ぶまれた。そこで開催を支援するスポンサー探しや募金活動が行われた結果、ようやく2010年4月に州が開催に青信号を出した。しかし、このデュースブルクで死傷事故が生じたため、今後は開催しないことが主催者から発表された。

## 2010年の死傷事故
2009年の中止を経て、2010年7月24日、デュースブルクの旧貨物駅用地でラブパレードが開催された。しかし現地時間17時頃、入場口とされていたトンネル出口にあるランプ（斜面）に滞留が発生して人があふれ、倒れる人も生じて群集事故が発生、圧迫によって21人が死亡、500人以上の負傷者を出した。すでに入場している客の混乱を防ぐため、イベントは現地時間23時頃まで続行された（予定では24時終了）。事故の発生を聞いて途中退場する客もいたものの、一斉に退場してさらなるパニックを呼ぶという事態は防げたといえる。
この年に初めて、27台のカメラを使ってYouTubeやustreamで世界中のファンに向けてライブストリーミングが行われた。しかし、事故発生が伝えられた現地時間18時前後（日本時間午前1時頃）にストリーミング中継は全て切断され、公式サイトには、"Our wish to arrange a happy togetherness was overshadowed by the tragic accidents today.（幸福な結束をもたらさんとする我々の願いは、今日の悲劇により絶たれた）"というコメントと、家族や友人の安否を確認するためにデュースブルク市が設置したホットラインの番号が掲載された。またtwitterでも、名前を出して「探してほしい」「助けてほしい」という投稿が多く見られた。西ドイツ放送が行っていたライブ中継番組はそのまま被害速報番組へと変わり、イベントTシャツを着たアナウンサーが神妙な顔で現地中継を行った。
2011年はザグレブでの開催を予定し、2012年以降の開催については未定であったが、この事故を受け、ラブパレードの永続的な中止が主催者から発表された。
同年7月31日にデュースブルク市で、犠牲になった21人の追悼式典が開かれた。アンゲラ・メルケル首相らが出席したが、事故の責任を問われながら引責辞任を拒否しているアドルフ・ザウアーラント市長や、今回の主催者であり、今後のイベント中止を発表した主催者代表のライナー・シャラーは欠席した。追悼式の様子は、デュースブルク市内の教会やサッカー場に設置された巨大スクリーンで放映されたほか、テレビでも生中継された。
なお、日本では明石花火大会歩道橋事故と同じく「将棋倒し」が事故原因だという報道もされたが、現地ではそのような報道はされていない。

### 捜査と訴訟
事故の原因と責任の所在については、捜査が進行中である。これまで明らかにされている情報を整理すると、主催者側が会場整理の時間を確保するため、警察にランプにあった入口の一時閉鎖を依頼し、同時にトンネルに入る人を止めることになっていたにもかかわらず、トンネル内に東西から人が流入し、ランプ部分に滞留して圧力が高まったことが事故を招くこととなった。このような事態が生じた責任については、主催者、警察とデュースブルク市とも、認めようとしていない。
なお入場者数については、当初は140万人と発表されたが、事故の後に約3倍に水増しして発表していたことが主催者から明らかにされている。
事件から約2か月が経過した同年9月30日、この事故に対する損害賠償を求める初の訴訟が提起されたが、その被告は主催者のLopavent社と代表のライナー・シャラーである。

## 2000年以降の開催地[8]
| 開催年 | 開催地           | モットー                                                            | 参加人数(推定) |
| ------ | ---------------- | ------------------------------------------------------------------- | -------------- |
| 2000   | ベルリン         | 一つの世界と一つの愛のパレード                                      | 1,300,000      |
| 2000   | リーズ           | ラジオワンとトレード 一つの愛とともに                               | 500,000        |
| 2000   | ブエノスアイレス | (ブエノスアイレス・エネルギー・パレード)愛と平和のダンスパーティー2 | 750,000        |